# Ryan Hughes
Ryan Hughes is een professionele pokerspeler uit de Verenigde Staten. Hij heeft drie World Series of Poker titels op zijn naam staan. Zijn eerste won hij tijdens de World Series of Poker 2007 in een $2.000 Seven Card Stud Hi-Low Split-8 or Better-toernooi. Een jaar later won hij zijn tweede titel.
Hughes won tot en met juni 2023 meer dan $3.050.000,- in pokertoernooien.

## World Series of Poker bracelets
| Jaar        | Toernooi                                    | Prijs    |
| ----------- | ------------------------------------------- | -------- |
| 2007        | $2.000 7 Card Stud Hi-Low Split 8 or Better | $176.358 |
| 2008        | $1.500 7 Card Stud Hi-Low Split 8 or Better | $183.368 |
| 2023 Online | $1.000 No-Limit Hold'em Deepstack           | $145.059 |